# Прийдешня весна
«Провесна» (пол. Przedwiośnie) — роман 1925 року польського письменника-неоромантика Стефана Жеромського.
Роман складається з трьох частин: «Скляні будинки», «Навлоць» і «Вітер зі сходу». Дія розгортається у 1914-1924 роках, до і під час відновлення Польщі як Другої Речі Посполитої, включно з польсько-радянською війною. З початком російської революції головний герой, Цезарій Барика, тікає з Баку разом зі своїм батьком, польським політичним засланцем із Сибіру. Батько помирає на шляху до новоствореної польської держави. Чезарі в'їжджає до Польщі, країни своїх батьків, сам, ніколи не буваючи там раніше. Роман розповідає про його розчарування, оскільки Польща, яку він відкриває для себе, не схожа на ту, про яку розповідав йому батько; це відчуття лише посилюється глибокою підозрою Барика до більшовицьких рішень щодо бідних.

## Екранізація
У 1928 році відбулася прем'єра екранізації роману режисера Генрика Шаро — фільм вважається втраченим. Екранізація вийшла на екрани Польщі 2 березня 2001 року у двох форматах, адаптована і зрежисована Філіпом Байоном, продюсером Даріушем Яблонським, з Матеушем Дам'янським у ролі Цезаря Барики. Це був третій за популярністю фільм у Польщі за рік з 1,7 мільйонами відвідувань. П'ятигодинна міні-серіальна версія транслювалася на польському телебаченні, а 138-хвилинна версія йшла в кінотеатрах.

## Переклади
«Провесінь» Харків, ДВУ, 1930. Переклав Михайло Лебединець.
«Провесна». Київ, «Дніпро», 1965. Переклала Поліна Погребна.